# Okruhový homomorfismus
V teorii okruhů či obecněji v abstraktní algebře se okruhovým homomorfismem rozumí homomorfismus mezi dvěma okruhy. Je to tedy každá funkce mezi dvěma okruhy, která je slučitelná se sčítáním a násobením v okruzích, neboli taková funkce f : R → S, která splňuje:
- f(a + b) = f(a) + f(b) pro všechna a a b z R
- f(ab) = f(a) f(b) pro všechna a a b z R

kde (R,+,·) a (S,+,·) jsou řečené okruhy.
Platí, že složení okruhových homomorfismů je opět okruhový homomorfismus, z čehož plyne, že třída všech okruhů tvoří kategorii s okruhovými homomorfismy coby morfismy.

## Vlastnosti
- f(0) = 0
- f(−a) = −f(a)
- Má-li a inverzní prvek vůči násobení v R, pak f(a−1) = (f(a))−1. Tedy f udává také grupový homomorfismus multiplikativní grupy jednotek z R do multiplikativní grupy jednotek z S.
- Jádrem homomorfismu f, definovaným jako Ker(f) = {a in R : f(a) = 0} je ideál v R.
- f je prosté zobrazení tehdy a jen tehdy, je-li ker(f) = {0}.
- Obrazem f značeným Im(f) je nějaký podokruh S
- Je-li f vzájemně jednoznačné zobrazení, pak inverzní zobrazení je také homomorfismus okruhů, zobrazení f se nazývá izomorfismus a o okruzích R a S se říká, že jsou izomorfní.
- Z existence homomorfismu f plyne, že charakteristika okruhu S dělí charakteristiku okruhu R (to lze někdy využít pro snadný důkaz, že mezi nějakými okruhy nemůže existovat izomorfismus)
- Pokud je R těleso, pak je f buď prostý homomorfismus, nebo zobrazuje všechny prvky na nulový prvek.
- Pokud jsou R a S tělesa, pak obrazem homomorfismu je podtěleso
- Pokud jsou R a S komutativní a S nemá dělitele nuly, pak je jádrem homomorfismu f prvoideál R.
- Pokud jsou R a S komutativní, S je těleso a f je na, pak je jádro f maximální ideál R.